# Synthpunk
Il synthpunk o electropunk è un genere musicale che unisce elementi di musica elettronica e punk.
Il termine fu coniato nel 1999 da Damian Ramsey, per descrivere un sottogenere del punk del periodo 1977–1984 nel quale erano utilizzati sintetizzatori al posto delle  chitarre elettriche.

## Storia
Ha avuto origine tra la fine degli anni '70 e i primi anni '80, durante i quali l'ondata punk rock stava ormai scemando e il punk rock tradizionale cominciò a incorporare svariate influenze. Infatti il termine synthpunk è stato usato per la prima volta nel 1999 da Damian Ramsey proprio per descrivere una corrente di artisti che presentavano questo stile nel periodo 1977-1984. Fra i pionieri che fusero il punk rock con la musica elettronica, i più degni di nota sono i Suicide, The Screamers e i Devo, i quali poi saranno un punto di riferimento per molte band successive. Altri gruppi di spicco sono Nervous Gender, The Units, Tone Set, Our Daughters Wedding e Voice Farm.
Il synthpunk, a lungo associato al post-punk e talvolta anche alla new wave, non è mai stato esposto nel mainstream; nonostante ciò, risulta ancora oggi un'importante fonte di ispirazione per molti generi di maggiore popolarità che sono arrivati più tardi, come ad esempio il dance punk.